# 鷹栖町郷土資料館
鷹栖町郷土資料館（たかすちょうきょうどしりょうかん）は、北海道鷹栖町にある資料館。町の歴史の証言となる文化財や文化資料を保護・保存することを目的に開設された施設である。

## 概要
この説の内容については、ウェブサイト参照。
- 所在地 鷹栖町南1条1丁目
- 開館日 毎週水曜日・土曜日
- 開館時間 4月から9月 10時 - 17時、10月から3月 10時 - 16時
- 入館料 無料

## 歴史

### 開設の経緯
- 1978年（昭和53年）8月8日（鷹栖町の町民の日）に開設した[3]。
- 初代郷土資料館館長は朝倉光治である[4]。
- 1977年（昭和52年）に鷹栖町文化財審議会が発足し、同年9月に鷹栖町教育委員会は関連する文化財保護条例や文化財審議会条例作成、町議会で議決され制定された[5]。
- 郷土資料調査員に任命されていた朝倉光治が中心となって「郷土資料館をつくる会」を発足し、文化財審議会委員（三輪真一・佐藤一郎・長田胱・朝倉光治・藤原昭男）とともに資料を収集した[5]。
- 資料は町内住民の寄付によるもので賄われており、馬の剥製が開設当時唯一購入したものだった[6]。
- 1961（昭和36）年に青年研究所として建設され、後に役場庁舎として使用された建物を活用している[7]。

### 大規模リニューアルの経緯
- 2003年（平成15年）8月6日に来館者が1度見ると飽きてしまうため、マンネリ化対策のためにリニューアルオープンした[4]。
- リニューアルにあたっては、文化財審議会委員であり資料館の運営管理にあたっていた5名（朝倉光治・藤原昭男・荒田導・齊藤俊夫・長谷川進一）が希望し、教育委員会ともに2003年（平成15年）の春から作業に入った[4]。
- リニューアルにともない新たに「国見の碑」の実物大ジオラマが設置された[4]。

### 登録有形民俗文化財登録
2024年（令和6年）3月21日に郷土資料館に所蔵されている「鷹栖の装蹄用具及び関連資料」が登録有形民俗文化財に登録された。

## 主な展示品
1階は「馬の時代-蹄鉄所-」、「曲がった川-オサラッペ-」、「夢に見る水」、「農機具・昔の道具」、「国見の碑（ジオラマ）」、「遺跡・化石・標本」の6の展示に分かれている。主な展示品は以下の通りである。
- 「国見の碑」の実物大ジオラマ
- 米作の歴史年表、米作に功績のあった名士の写真、農耕に励む人馬の姿
- 馬の装蹄所の再現、幾種類もの馬具、馬のかんじき、蹄用スパイク
- 水利調査会と近文土功組合の事業の跡、明治から大正にかけての水田かんがいの様子を示す資料
- 「オサラッペ川治水、水とたたかった人々」と題したオサラッペ川洪水の年表、土功組合の 設立、オサラッペ川改修工事計画図など治水事業に活躍した人々と被害の大きさ、工事の実態、苦難の経過を示す資料
- 暗きょ排水の模型や実物、暗きょ材の移り変わりを分かりやすく示した資料
- 鷹栖の遺跡から発掘された黒曜石の鏃ほか複製された土器など
- 発電所建設の建設から終末にむけての電気事業の経過の資料、発電に使われたタービンは資料館北側屋外に展示。
- 町内に繁茂する樹木の標本、 「文芸鷹栖」創刊号から「新郷土たかす」 最新号までが展示

2階は「消防団」、「住宅の再現-大正時代-」「獅子舞」、「砂金採り」、「体験コーナー」、「英霊の部屋」など10の展示に分かれている。主な展示品は以下の通りである。
- 英霊の写真や遺品を展示
- 手押し式消防ポンプや消防のまとい、 半鐘など消防資料が配置、大正時代の住居の様子 が当時のままで再現。
- 野良着、家屋内部の間取り、 家財道具、台所、日用品などの昔の生活に関して。
- 本州から移住した人たちについての展示（獅子舞など）。
- 生活機器が展示された部屋（明治からの寺子屋教育、学校教育の様子を示す教科書・ 卒業証書、文芸雑誌、衣服・食器ほか、1955年（昭和30年）ごろまで使用されていた「わらの笠、カッパ・長靴」のコーナーや、映写機・蓄音機・レコードなど文明の機器